# Кунівська сільська рада (Кобеляцький район)
Ку́нівська сільська́ ра́да — колишній орган місцевого самоврядування у Кобеляцькому районі Полтавської області з центром у c. Кунівка.

## Населені пункти
Сільраді були підпорядковані населені пункти:
- c. Кунівка
- с. Галі-Горбатки
- с. Колісниківка
- с. Ліщинівка
- с. Яблунівка